# Sam & Max: Chariots of the Dogs
Sam & Max: Chariots of the Dogs è il quarto episodio della seconda serie di Sam & Max sviluppata dalla Telltale Games e pubblicato dalla GameTap.